# Ez-Zitouna-Moschee

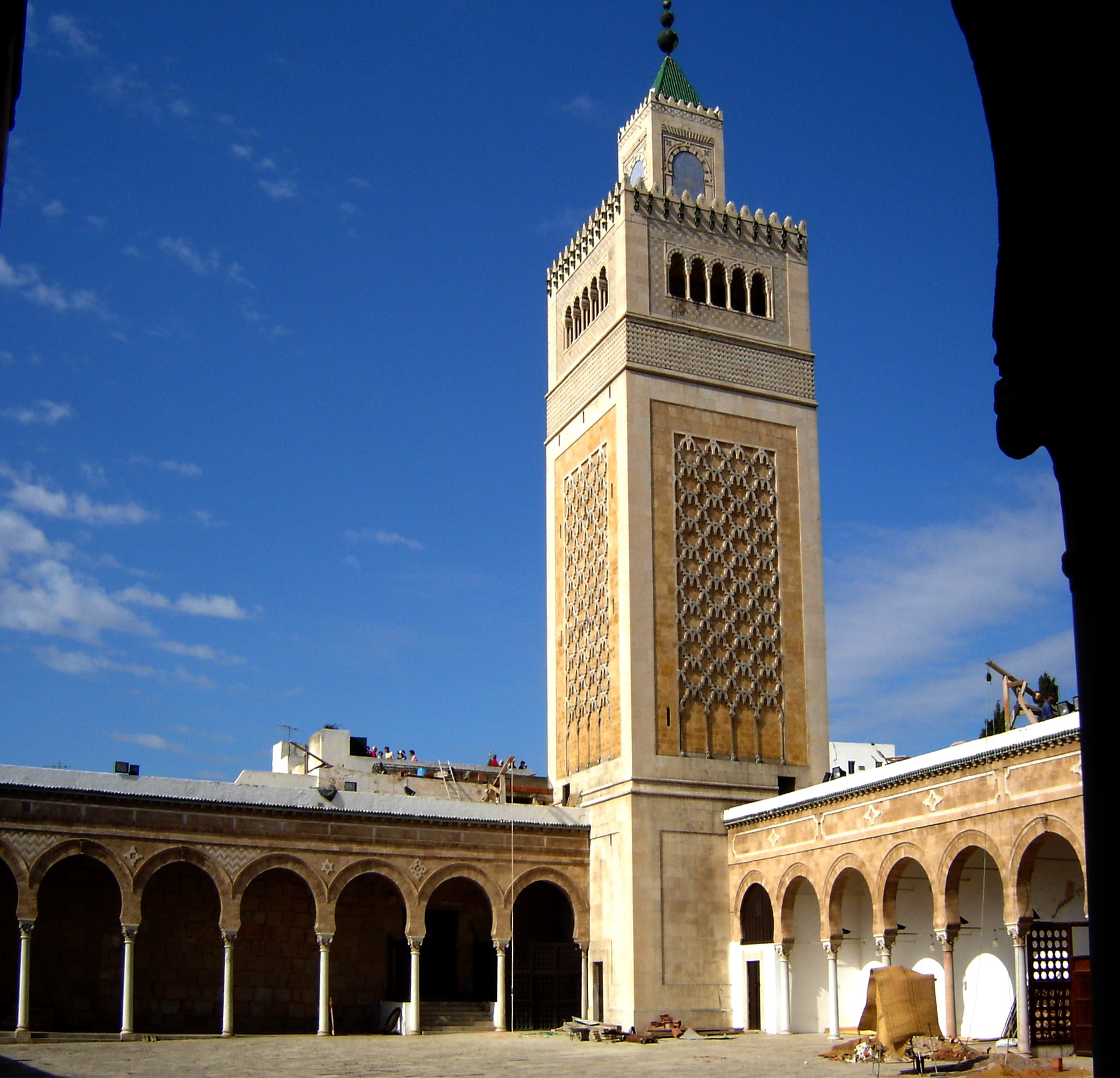
Minarett der Ez-Zitouna-Moschee

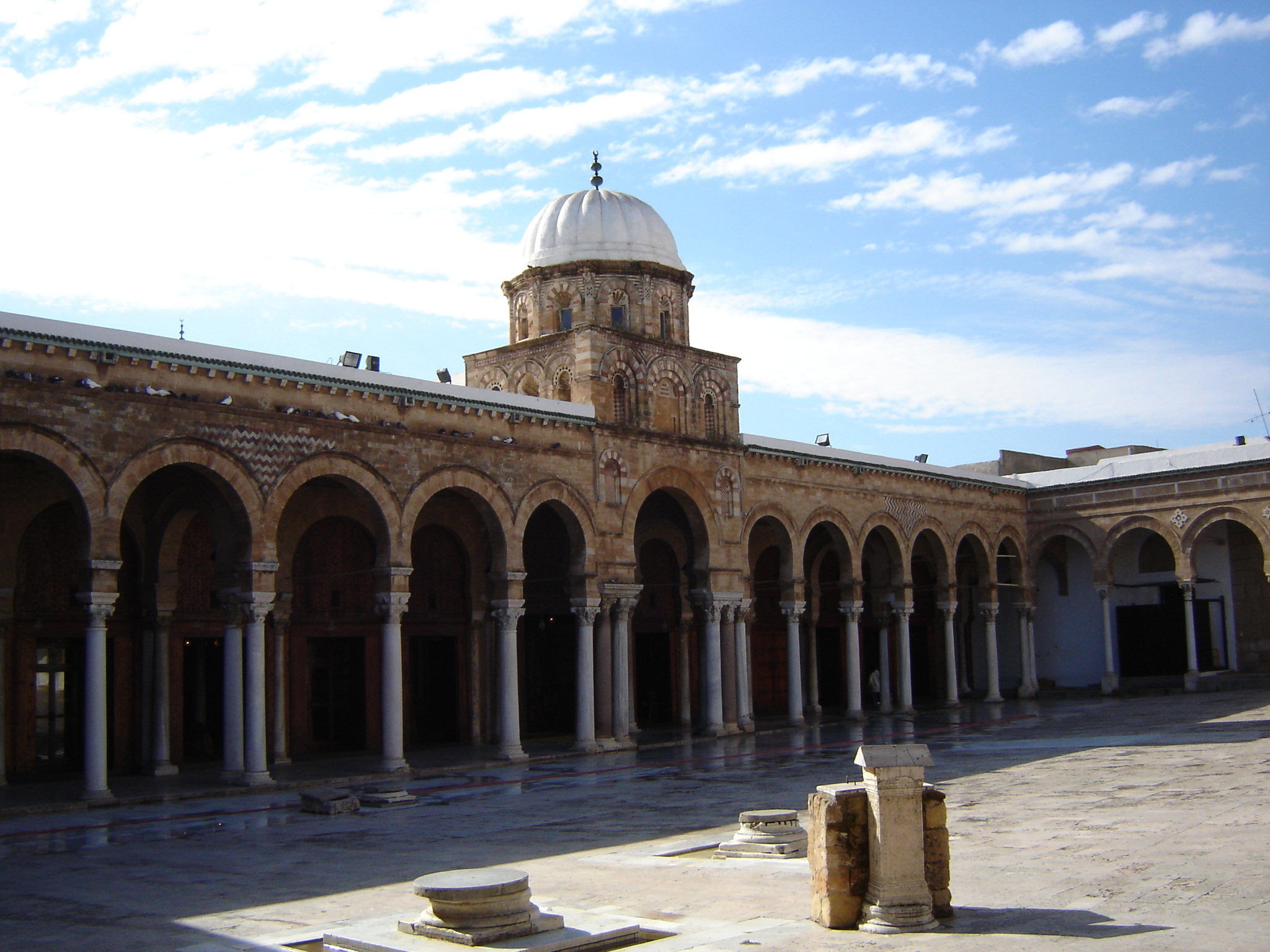
Auf dem Hof der Moschee

Die Moschee 1928

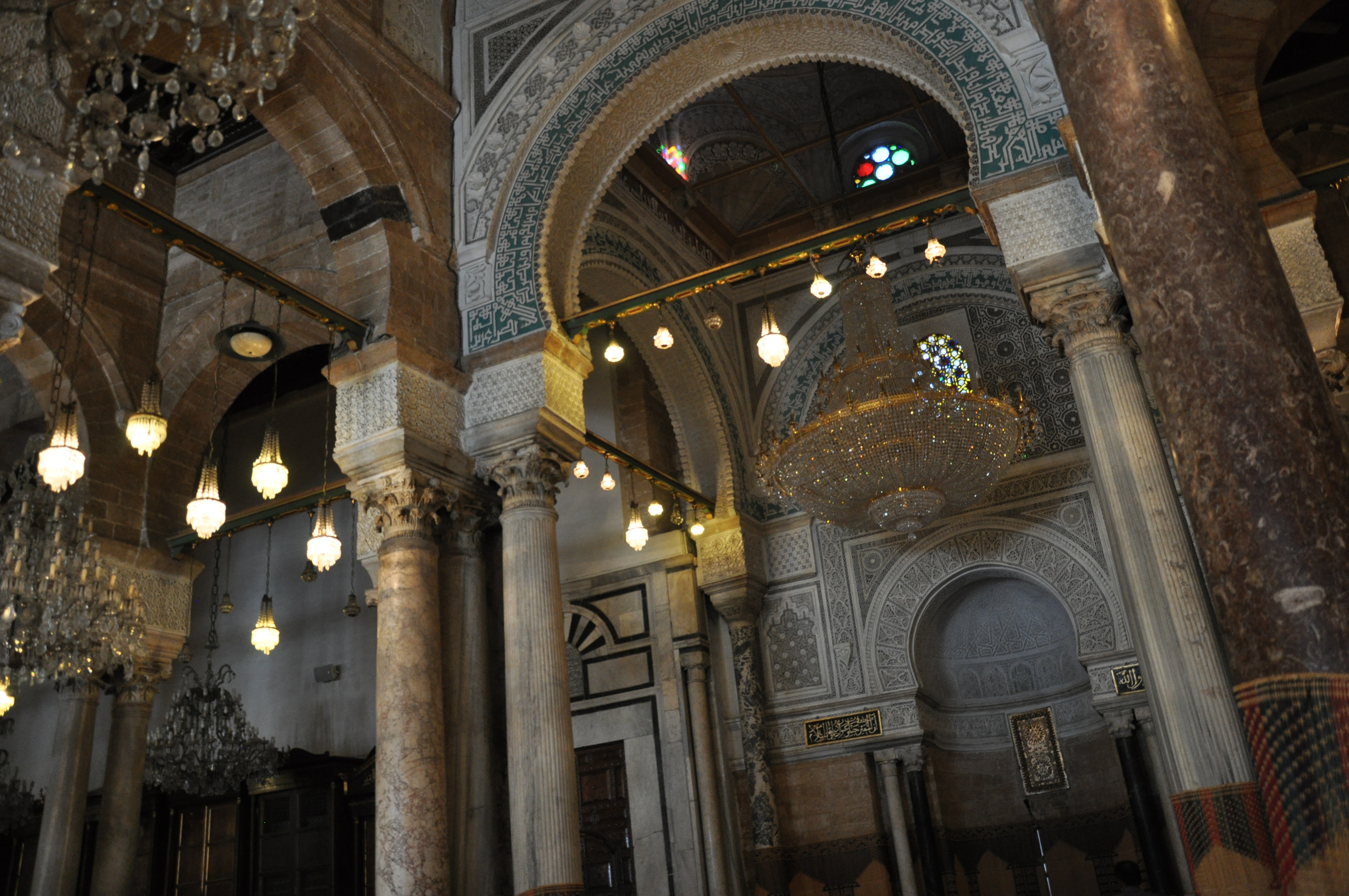
In der Zitouna-Mosckee

Die Ez-Zitouna-Moschee (arab. جامع الزيتونة, DMG Ǧāmiʿ az-Zaytūna ‚Olivenbaummoschee‘, auch bekannt als „Große Moschee“) ist die wichtigste und älteste Moschee in Tunis. Nach der Sidi-Oqba-Moschee in Kairouan ist sie die zweitwichtigste Moschee Tunesiens.

## Etymologie
Eine Legende besagt, dass sie „Moschee der Olive“ genannt wurde, weil sie auf einem alten Kultplatz errichtet wurde, an dem sich eine Olive befand. Eine andere Überlieferung des tunesischen Historikers Ibn Abi Dinar aus dem 17. Jahrhundert berichtet von einer byzantinischen christlichen Kirche, die der Heiligen Olivia geweiht war. Archäologische Untersuchungen und Restaurierungsarbeiten in den Jahren 1969–1970 haben gezeigt, dass die Moschee über einem bestehenden byzantinischen Säulengebäude errichtet wurde, das einen Friedhof bedeckte. Es könnte sich dabei um eine christliche Basilika gehandelt haben, was die von Ibn Abi Dinar überlieferte Legende stützt. Eine neuere Interpretation von Muhammad al-Badji Ibn Mami geht davon aus, dass die früheren Strukturen Teil einer byzantinischen Festung waren, in der die arabischen Eroberer ihre Moschee errichteten. Diese Hypothese wird auch von Sihem Lamine unterstützt.

## Geschichte
Die Moschee liegt im Zentrum der Medina von Tunis. Einige Quellen schreiben die Moschee Abdallah ibn al-Habhab (734) zu, aber es gibt Hinweise darauf, dass der Erbauer Hassan ibn Nu'man war.
Untersuchungen haben bestätigt, dass die Moschee auf den Überresten einer christlichen Basilika erbaut wurde, was der von Ibn Abi Dinar überlieferten Legende Gewicht verleiht. Die Moschee wurde von den Aghlabiden-Emiren im Jahr 863 vollständig neu errichtet. Eine Inschrift auf dem Sockel der Kuppel des Mihrab besagt, dass Fathallah, der Sklave des abbasidischen Kalifen al-Nasir, die Arbeiten leitete. Jedoch wurde sie später mehrfach umgebaut und erweitert. So stammt etwa das Minarett aus dem 19. Jahrhundert.
Zwischen dem 13. und 15. Jahrhundert wurde die Moschee zur Universität Ez-Zitouna ausgebaut. Neben der al-Azhar von Kairo und der Universität al-Qarawīyīn von Fès galt sie als eine der wichtigsten Lehrstätten des Islam. Ihr berühmtester Schüler war der Geograph Ibn Battuta. Erst nach der Gründung der neuen Universität Tunis im Jahr 1960 verlor die Universität Ez-Zitouna ihre Bedeutung als Bildungsstätte.

## Architektur
Die Die Moschee besteht aus einem 15-schiffigen Gebetssaal. Der Innenhof wird von 160 Säulen umgebenen, von denen viele vermutlich aus den Ruinen des alten Karthago stammen. In einer Ecke steht das viereckige, monumentale Minarett. 
Nichtmuslime haben nur begrenzten Zutritt.